# Lijst van opmerkelijke bomen in België
Deze lijst bevat opmerkelijke bomen in België, ofwel
- omdat ze records breken (hoogte, omtrek) of leeftijd, ofwel
- omdat ze bijzondere fysieke eigenschappen hebben, ofwel
- omdat ze van historisch belang zijn.

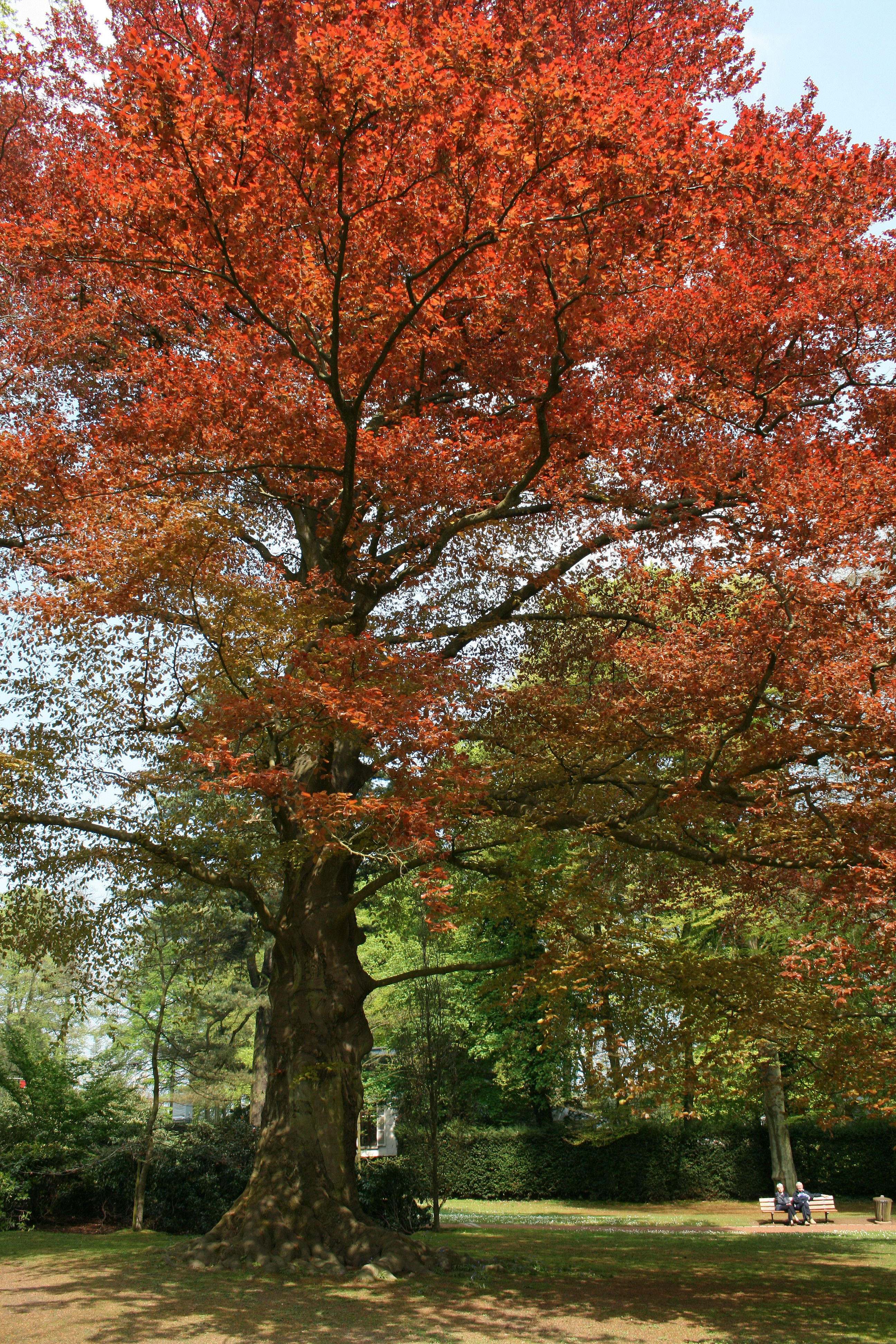
Rode beuk van het domein van Mariemont in Morlanwelz-Mariemont.

## Lijst per geografisch gebied

### Vlaanderen

#### Provincie West-Vlaanderen
- De gewone beuk (Fagus sylvatica) in het park van Veurne.
- De treurwilg (Salix babylonica) op de gemeentelijke begraafplaats van Wervik
- De zwarte den (Pinus nigra) in het Beisbroekpark in Sint-Andries (Brugge).

#### Provincie Oost-Vlaanderen
- De paardenkastanjes (Aesculus hippocastanum) van het kasteel van Schouwbroek (Vinderhoute) (9,08 m tot 1,50 m in 2003)
- De populier op de Vollander in Strijpen (Zottegem). Op 9 februari 2020 waaide de boom om tijdens de storm Ciara.
- De oude linde in Massemen (Wetteren). In 2016 won de boom de wedstrijd 'Boom van het Jaar' georganiseerd door de Stichting Behoud Natuur en Leefmilieu Vlaanderen (SBNL-VL).

#### Provincie Antwerpen
- De zwarte els (Alnus glutinosa) van Wuustwezel (±11 m tot 1 m vanaf de grond in 1977).
- De tamme kastanje (Castanea sativa) van het kasteel van Blaasveld 7.40m in 1977, stamomtrek >6m in 2000[1].
- De grove den van Wechelderzande : Achtzalighedenboom, had oorspronkelijk 8 stammen, maar 1 ging er verloren tijdens de oorlog.[2]
- De plataan (Platanus hispanica) op het domein van Domein Roosendael in Walem. De omtrek is 7,7m en de boom is 215 jaar oud.

#### Provincie Limburg
- De zomereik van Lummen.
- De plataan en de sequoia op het Kasteeldomein van Hex in Heks bij Heers.
- De zomerlinde (Tilia platyphyllos) aan de kerk van Rutten
- De linde van Overpelt (8,90 m tot 1,50 m in 2009)

#### Provincie Vlaams-Brabant

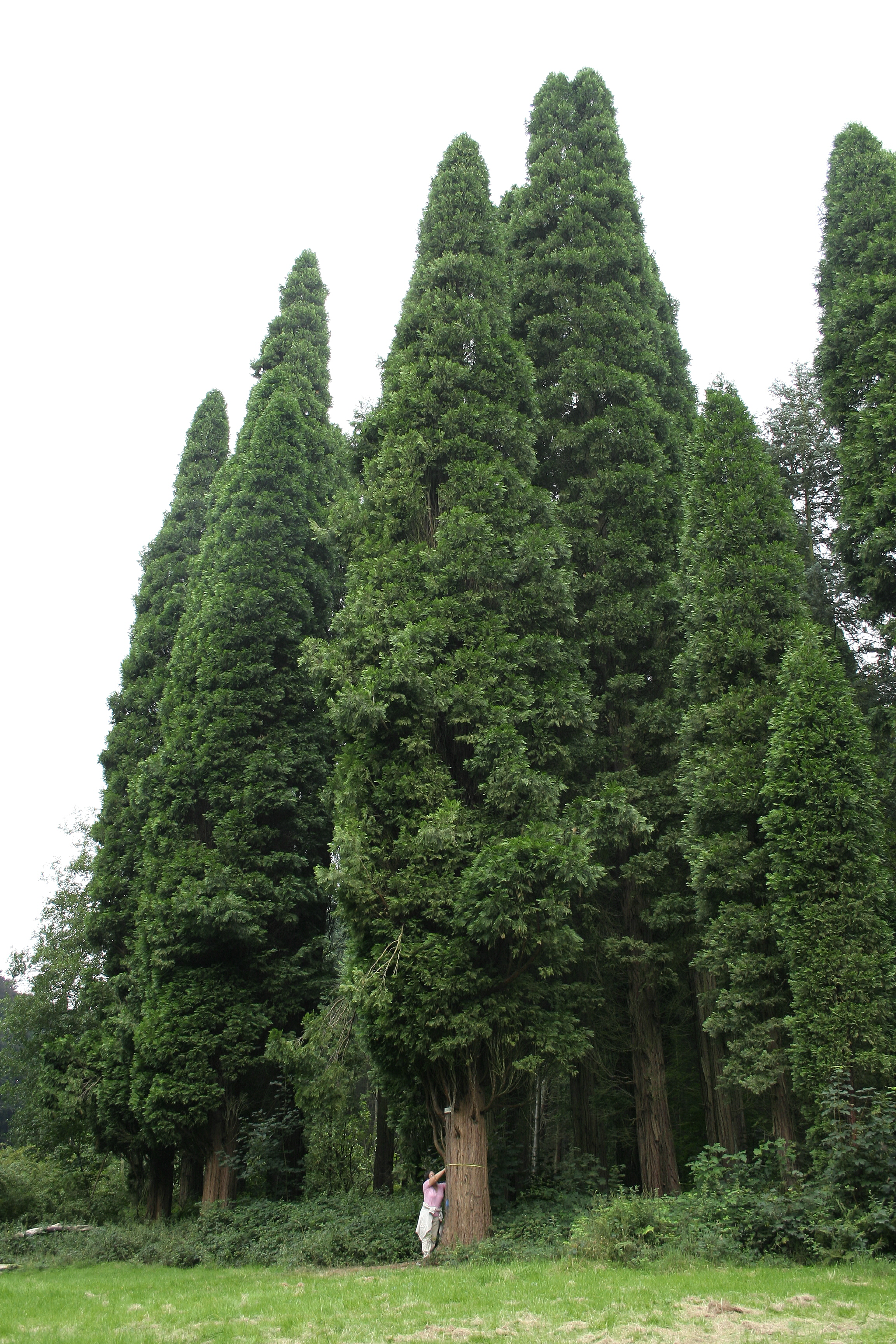
Calocedrus in het arboretum van Tervuren.

- De libanonceders (Cedrus libani Rich. A.) van het kasteel van Humbeek (zichtbaar vanop de weg).
- De meelbes (Sorbus aria), de Castanea dentata, de Acer capillipes, de Calocedrus decurrens en de Calocedrus decurrens in het arboretum van Tervuren.
- Esdoorn te Lubbeek (7,80 m tot 1 meter).
- Plataan aan het kasteel van Boutersem (9,23 m tot 1,50 m in 2009)
- Monumentale groene en rode Beuk in het voormalige tuinpark van Kasteel Beaulieu Machelen (omtrek 3,90 m en 2,80 m beiden tussen 28 en 34 m hoog)

### Brussel

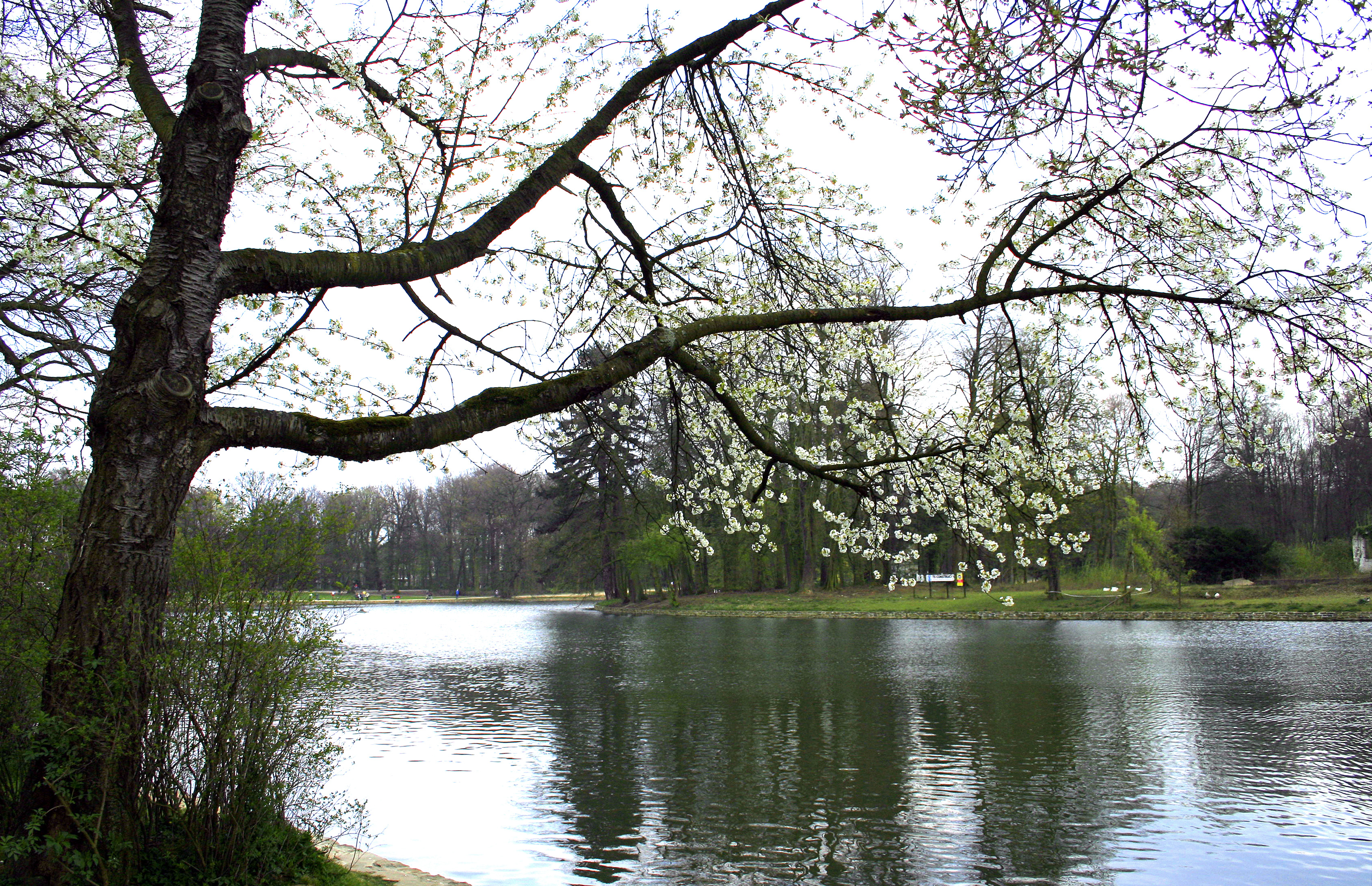
Opmerkelijke Zoete kers van het Terkamerenbos in Brussel.

- De zomereiken (Quercus robur), de beuken (Fagus sylvatica), de zoete kerselaren (Prunus avium) en de zwarte dennen (Pinus nigra) van de vijvers van het Terkamerenbos in Brussel.
- De zomereik in het Jacques Brelpark in Vorst, Chêne Joséphine genoemd, is met een omtrek van 633 cm de grootste in zijn soort in het Brussels Hoofdstedelijk Gewest.[3]
- De gewone plataan van de D'Hoogvorststraat in Schaarbeek.
- De Oosterse plataan in het Leopoldspark in Brussel.
- De reuzensequoia van het Woluwepark, te Sint-Pieters-Woluwe (met 6,80 m stamomtrek op 1,5 m vanaf de grond gemeten de grootste boom van Brussel).

### Wallonië

#### Provincie Waals-Brabant
- De haagbeuk (Carpinus betulus L.) en de Noorse esdoorn (Acer platanoides) van het park van Wisterzée in Court-Saint-Étienne.
- De zomereik (Quercus robur), de beuk (Fagus sylvatica) en de reuzensequoia's (Sequoiadendron giganteum) in het park van het kasteel van Solvay in Terhulpen.
- De venijnboom (Taxus baccata) van het kasteelpark van Kasteelbrakel.
- De witte paardenkastanje (Aesculus hippocastanum) in Nijvel
- De witte acacia (Robinia pseudoacacia) in het Jules Descampe-park in Waterloo.

#### Provincie Namen
- Dikke eik van Liernu (Quercus robur), zomereik in Liernu met een omtrek van 14,65 m. De eik wordt beschouwd als de dikste van België.

## Minder bekende opmerkelijke bomen
- De driehonderdjarige kastanjeboom van Momalle (Castanea sativa) (6,18 m op 1,50 m vanaf de grond in 2009) (provincie Luik).
- De kastanjeboom (Castanea sativa) van het kasteel van Bleret (provincie Luik).
- De zomereik op de Route de France à Villers-le-Temple (provincie Luik).
- De beuk (Fagus sylvatica) van Arquennes (provincie Henegouwen).
- De beuk (Fagus sylvatica) van de dienst archeologie van de citadel van Namen (provincie Namen)
- De paardenkastanje (Aesculus hippocastanum) van het presbyterium van Rutten (provincie Limburg).
- De populier aan nummer 28 op de Rue d'Autre-Église in Huppaye (provincie Waals-Brabant).
- De wilgen aan het ronde punt van de N637 in Faimes (provincie Luik).

## Galerij

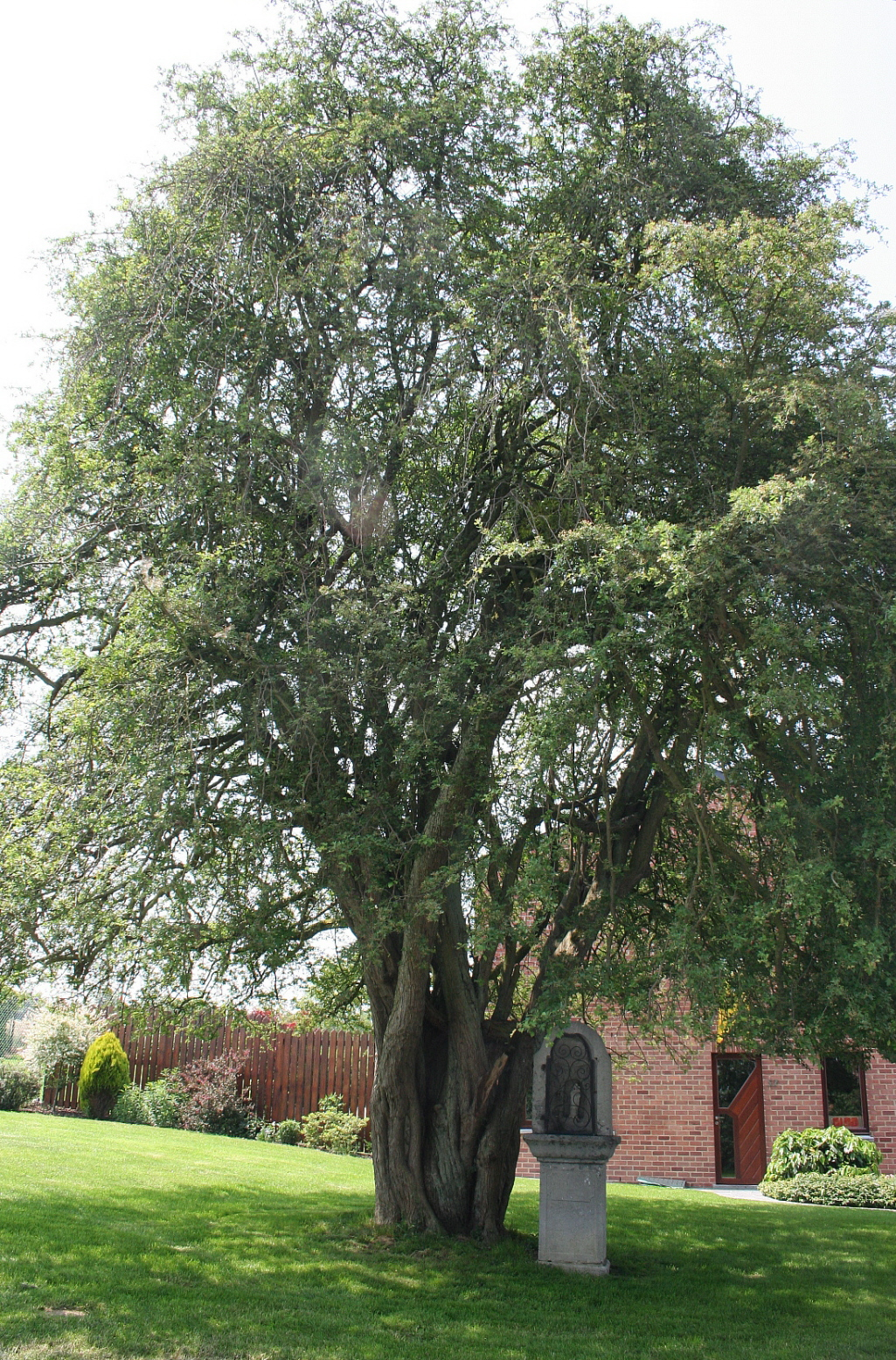
De meidoorn van Joncret.
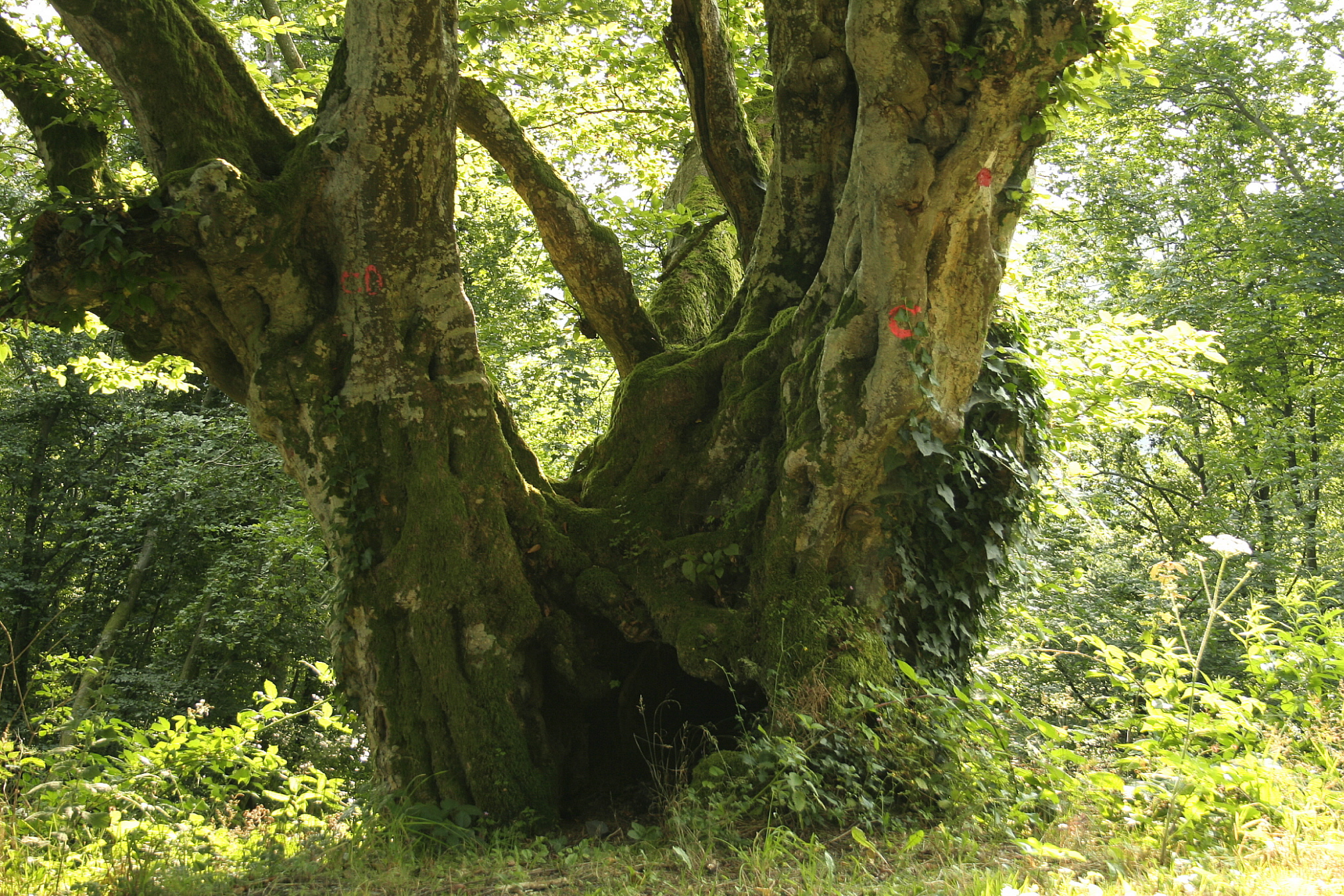
De Haagbeuk van Cugnon.
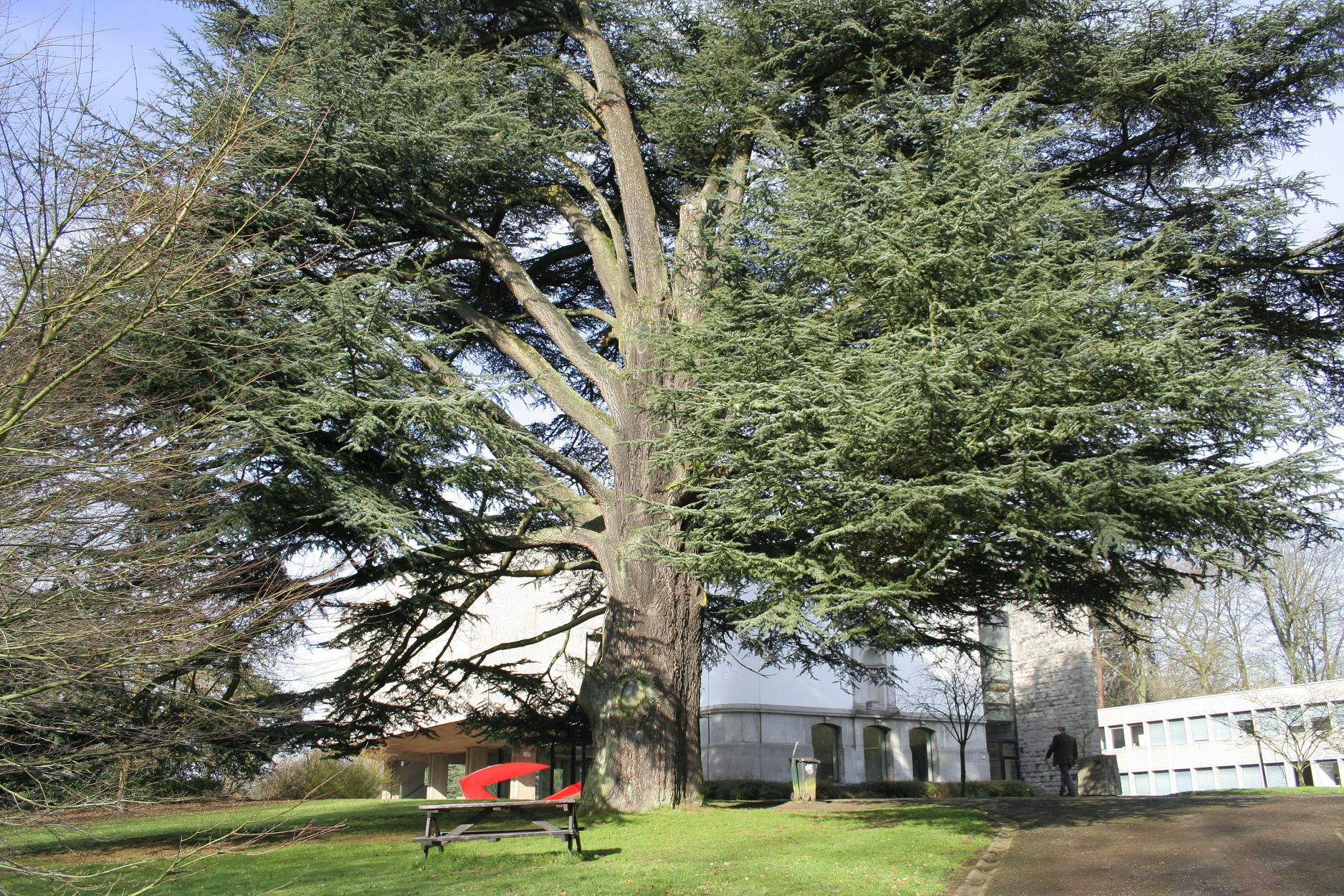
De Libanese ceder van Morlanwelz-Mariemont.
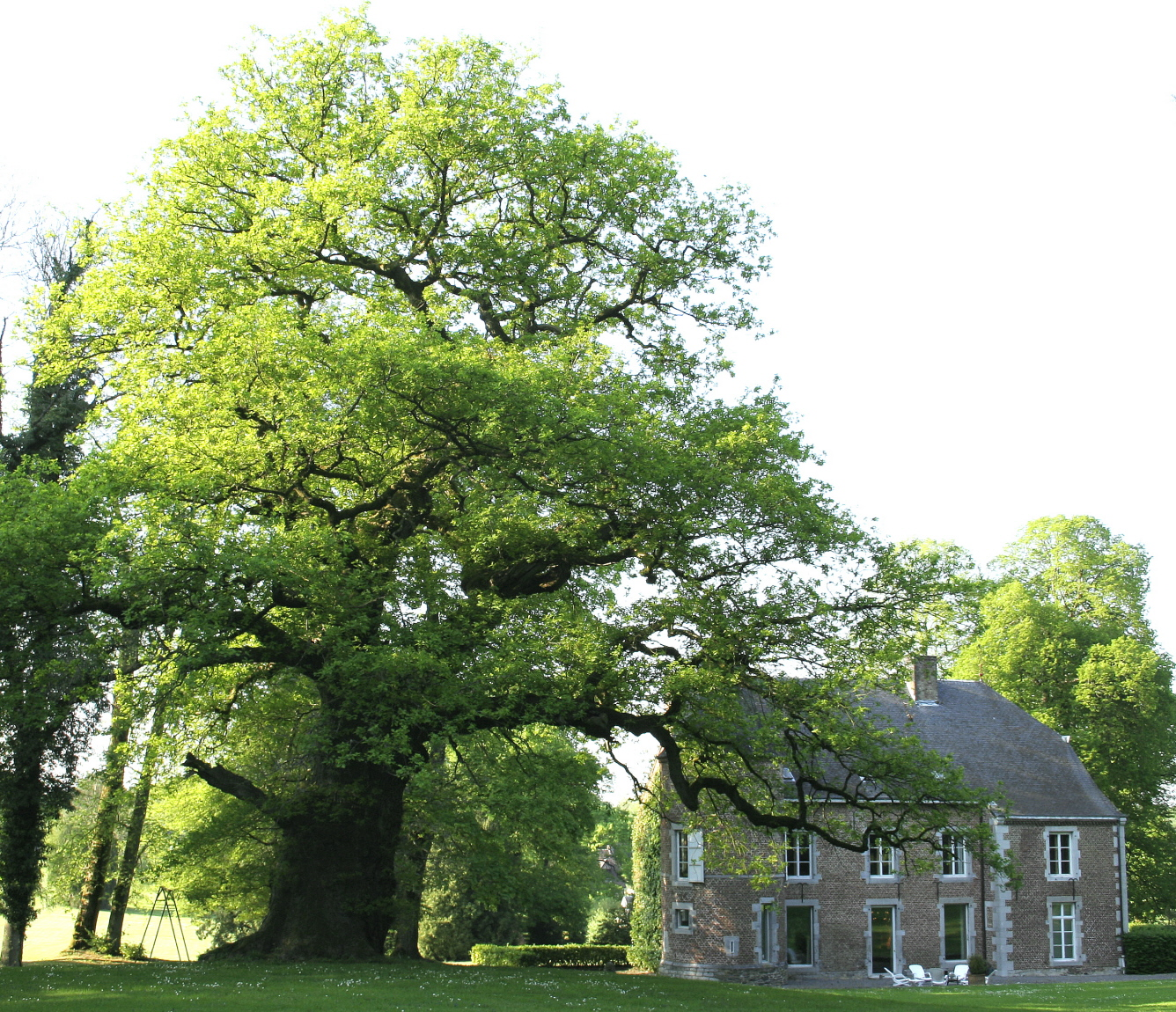
De zomereik van Mesnil-Église.
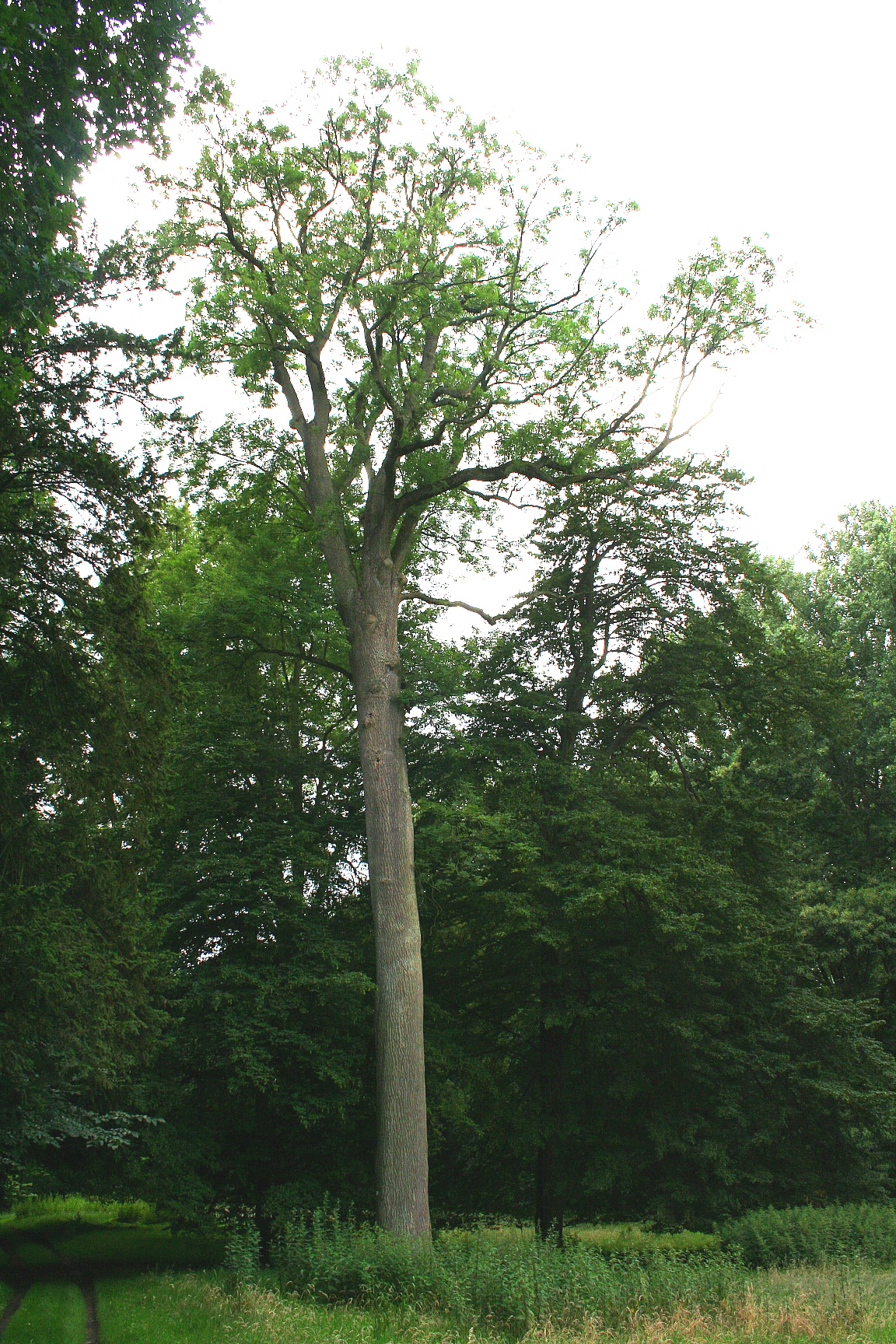
De wintereik van Le Rœulx.
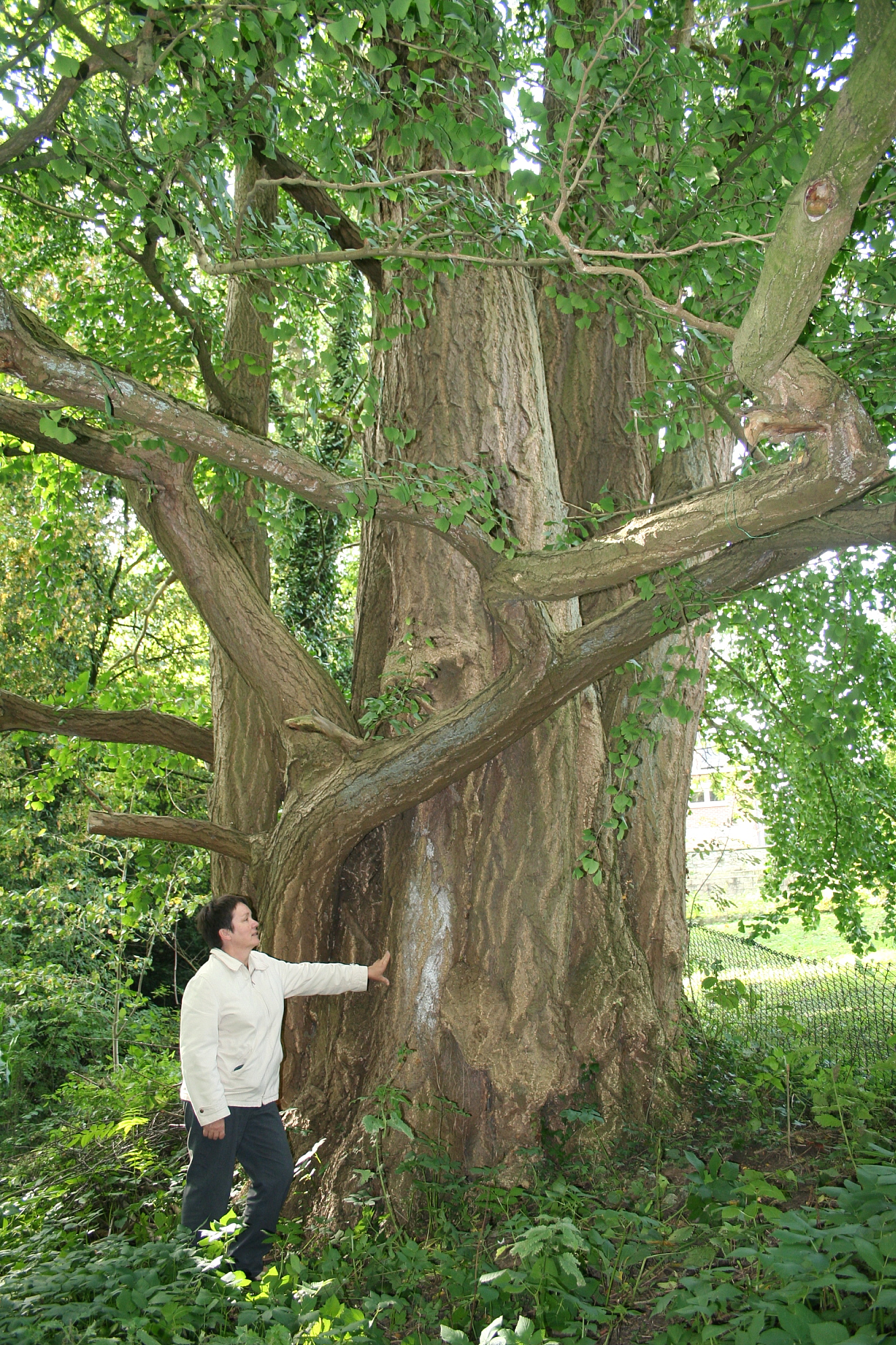
De ginkgo biloba van Doornik.
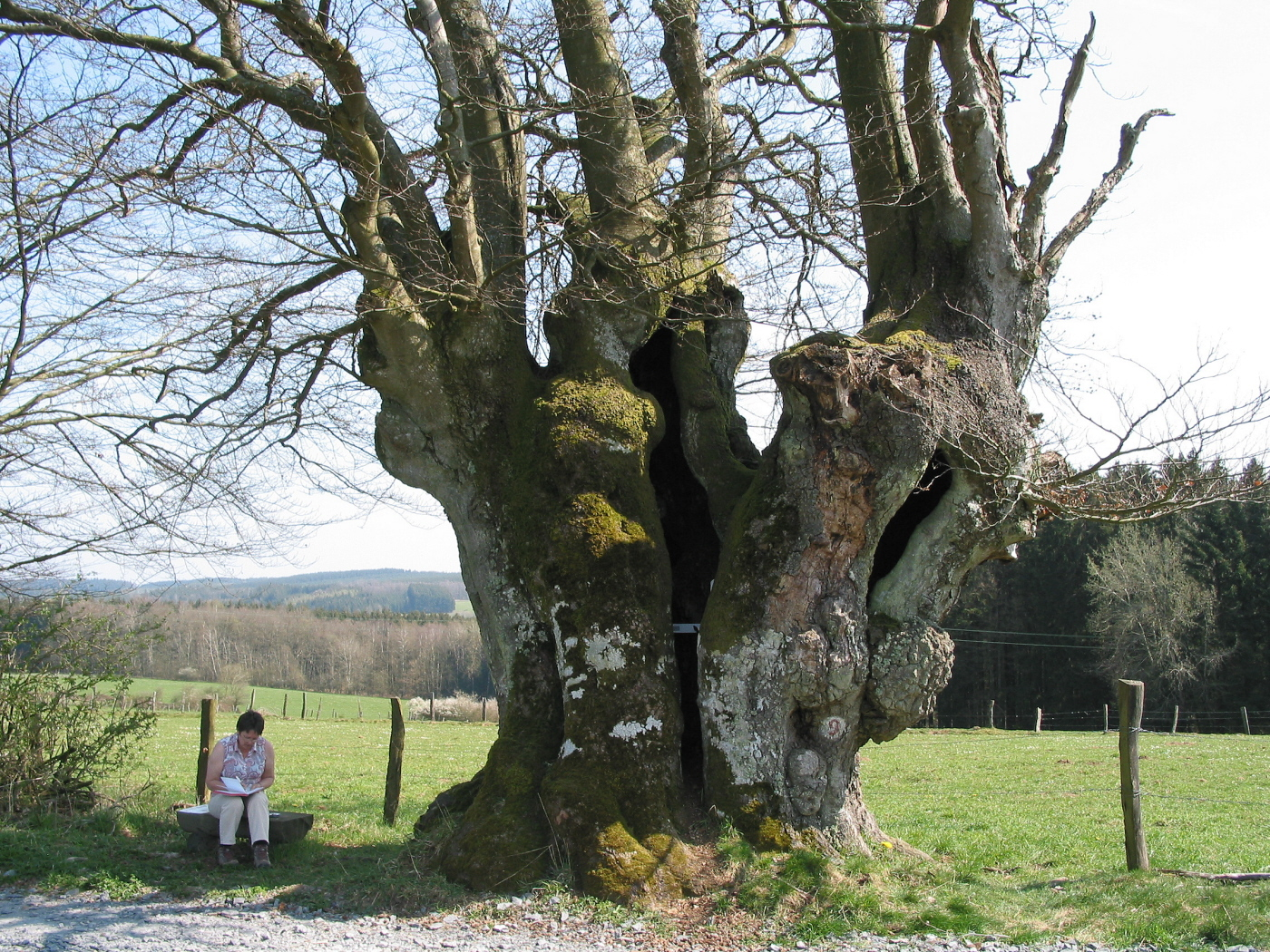
De beuk van Bonnerue.
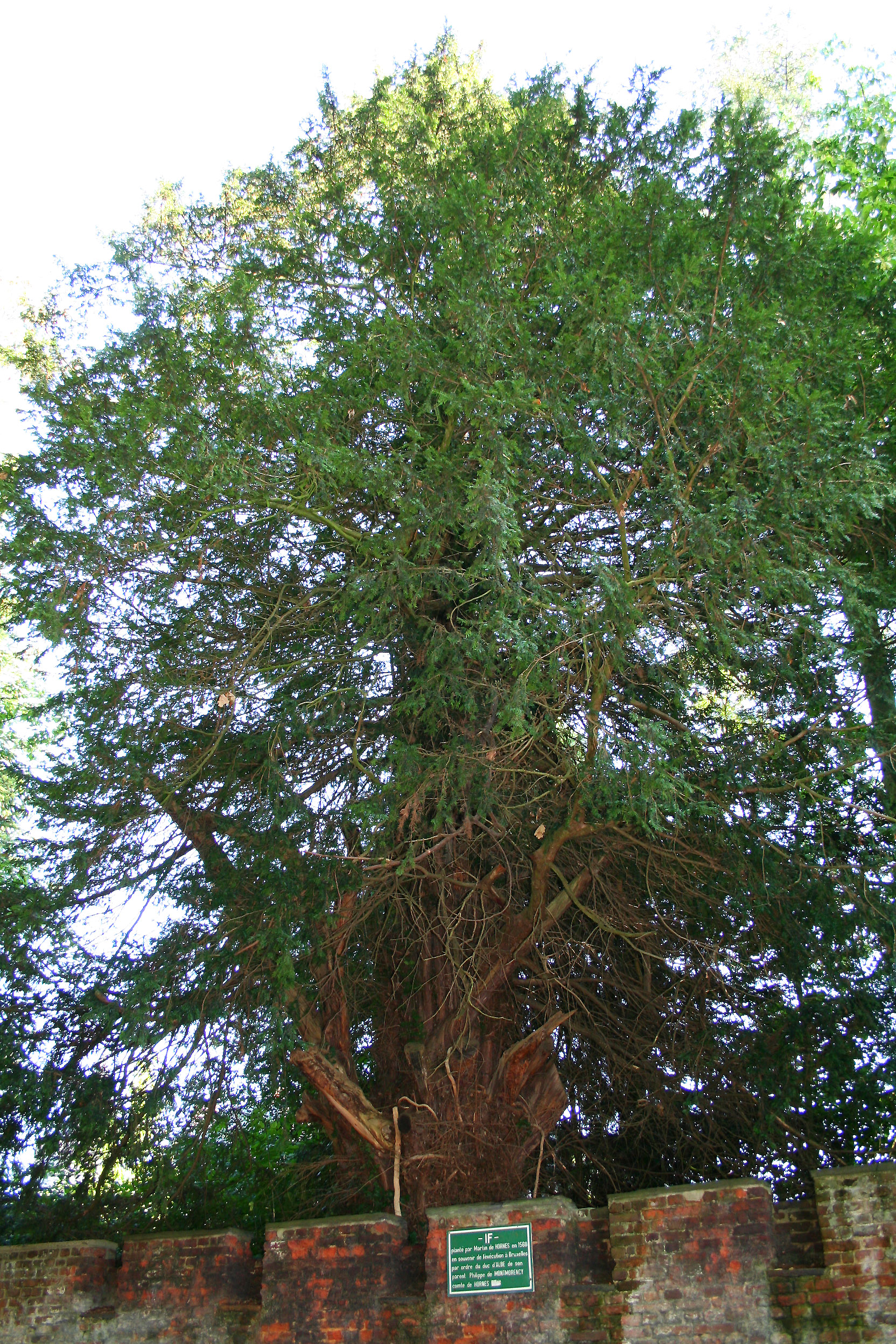
De venijnboom van Kasteelbrakel.
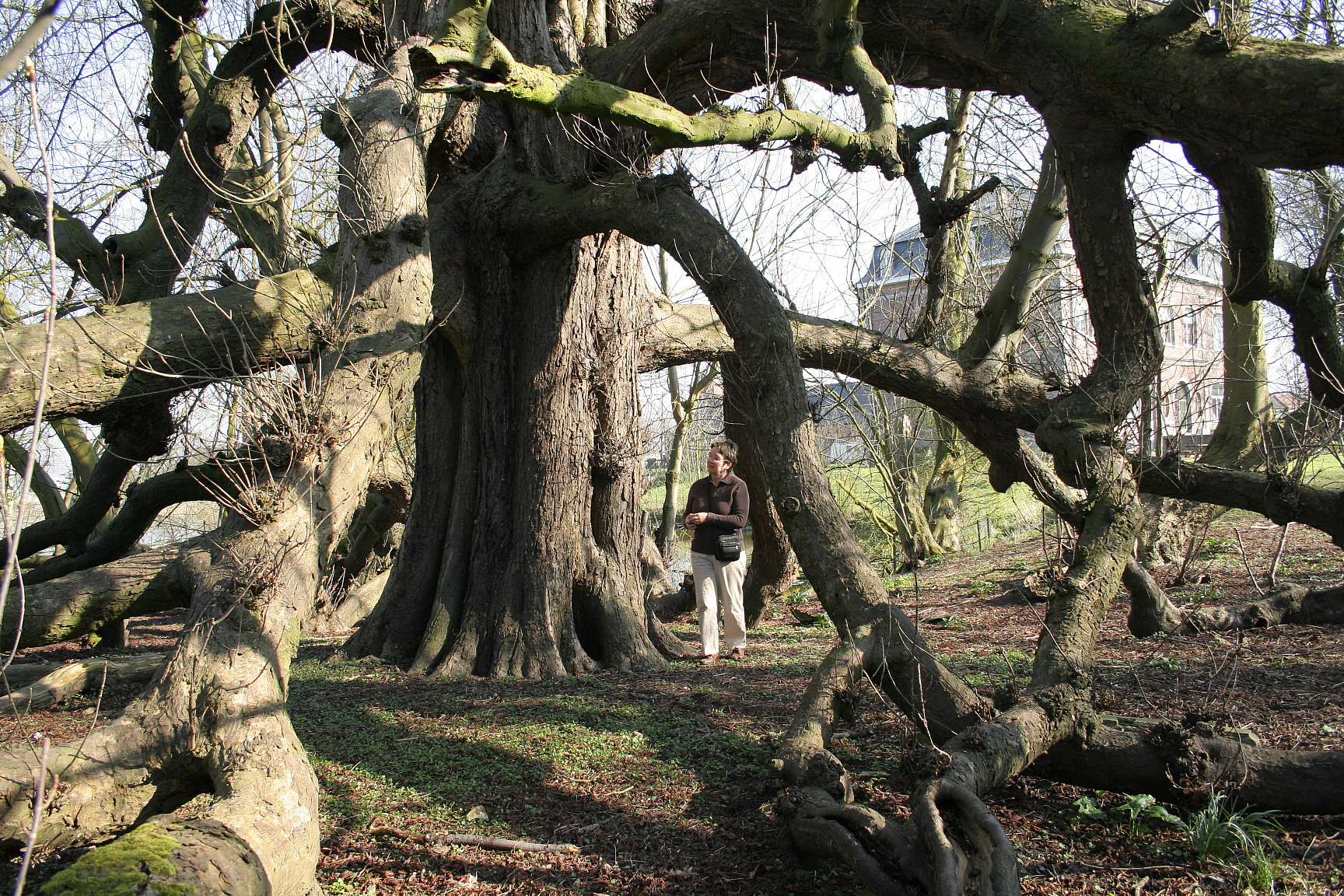
De witte paardenkastanje van Rouveroy.
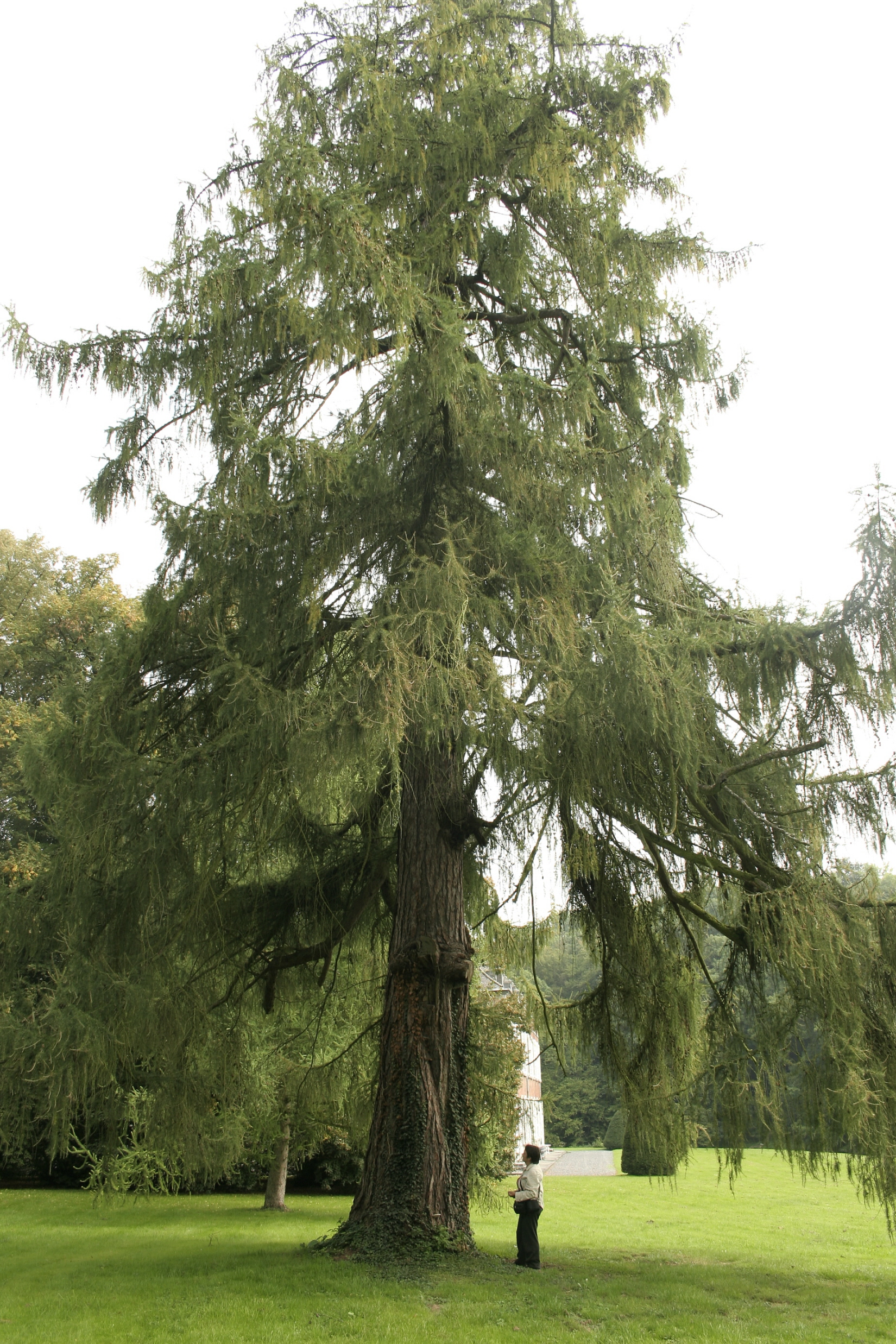
De Europese lork van Écaussinnes-d'Enghien.
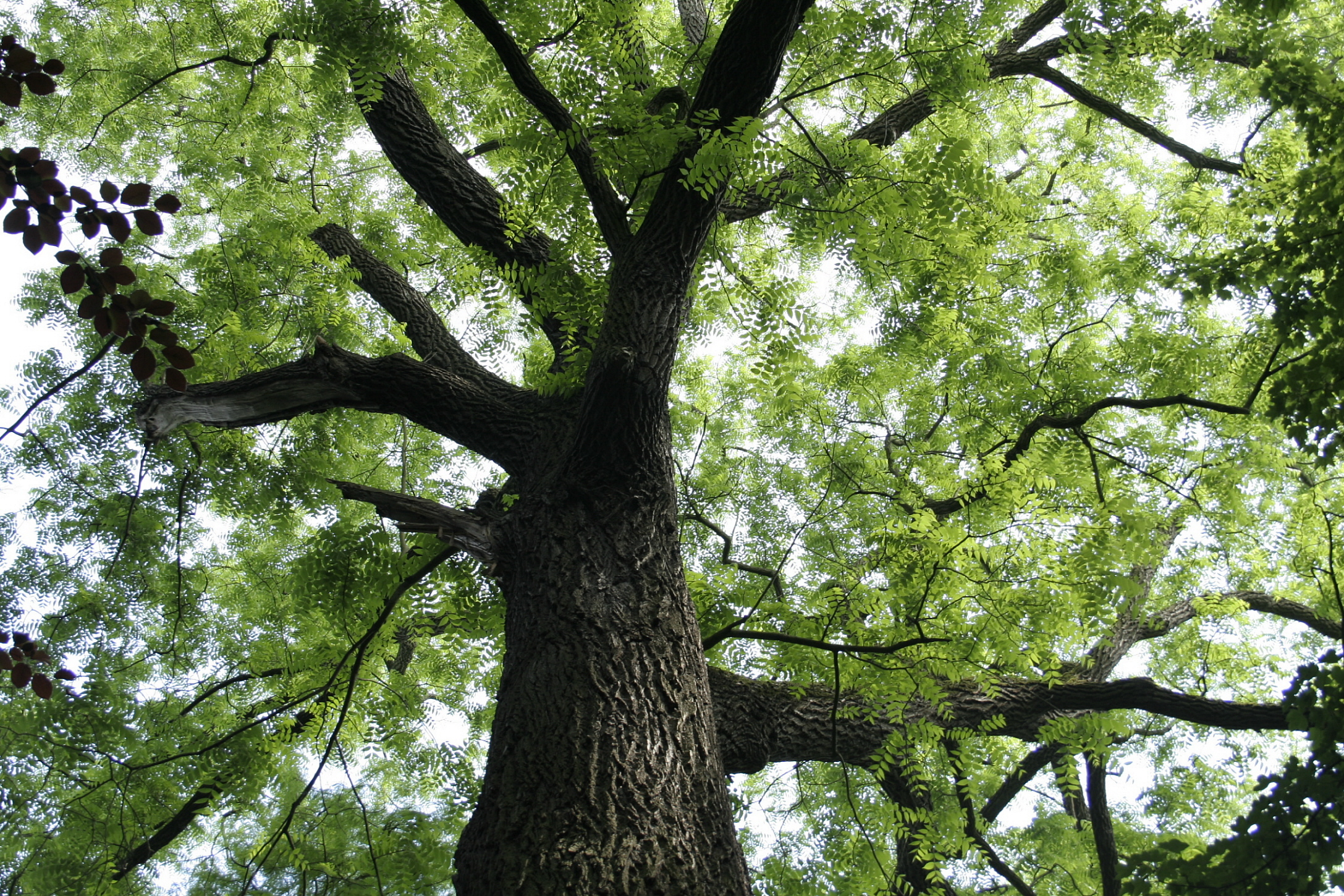
De zwarte notelaar van Doornik.
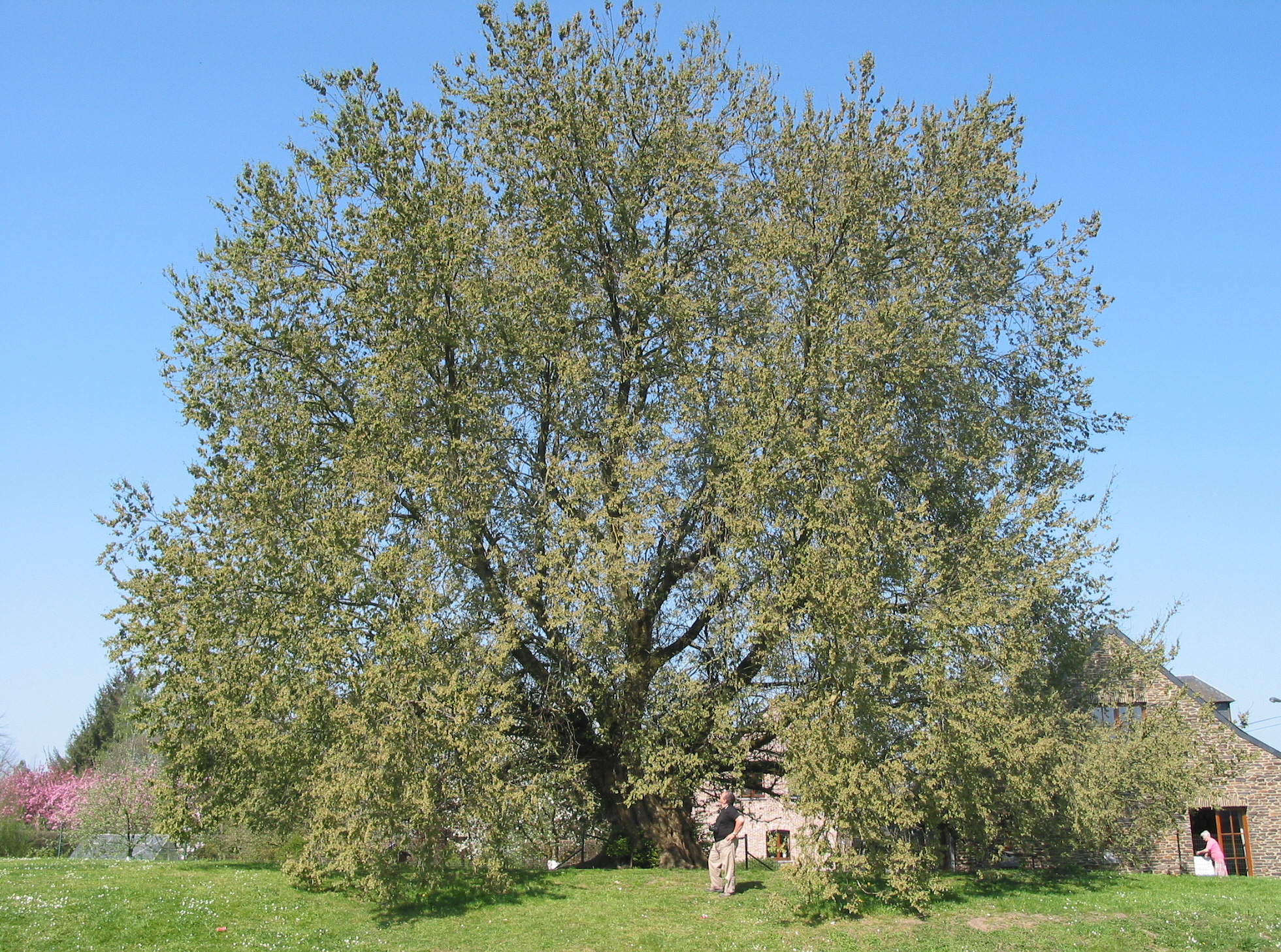
De olm van Casteau.
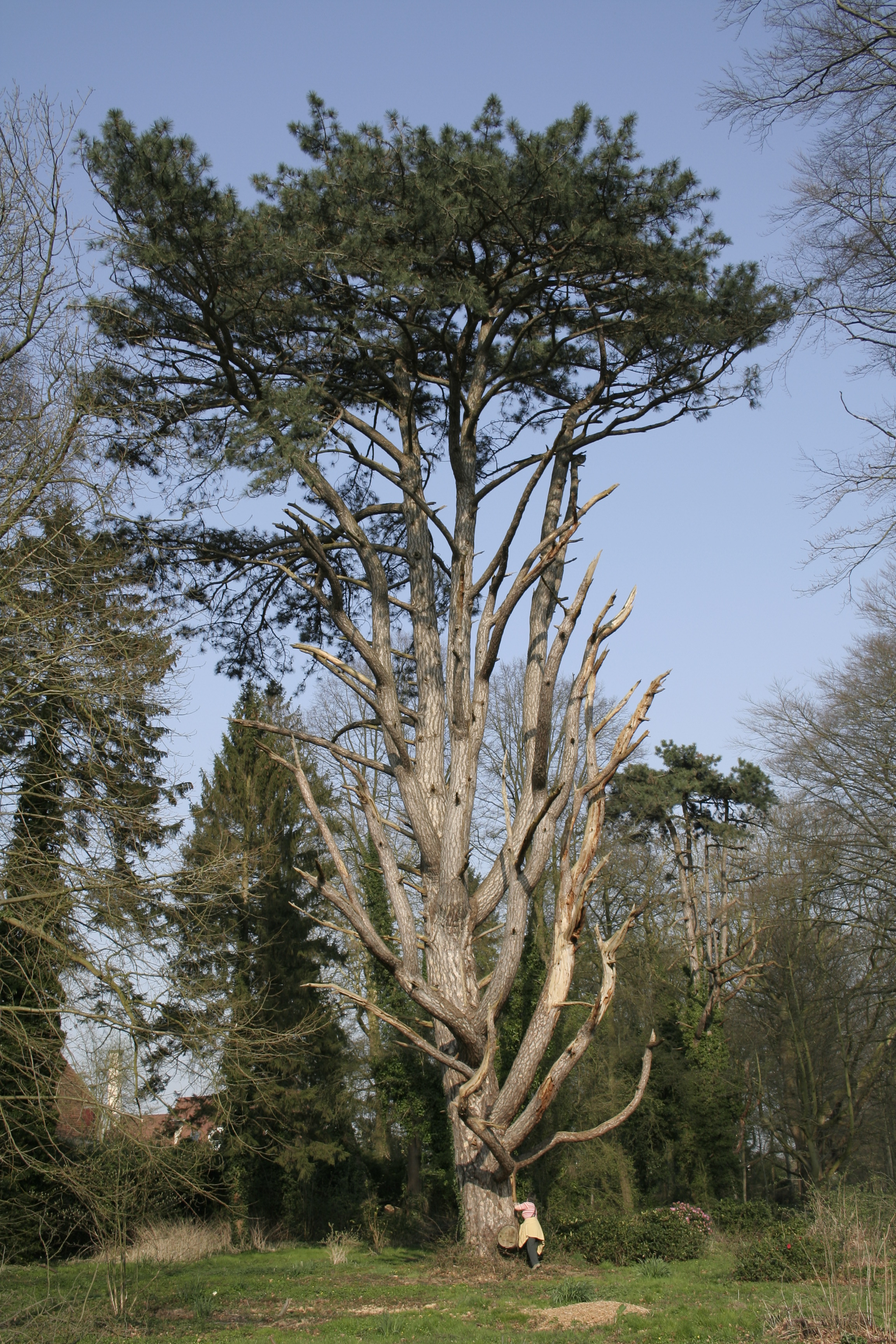
De zwarte den van Edingen.
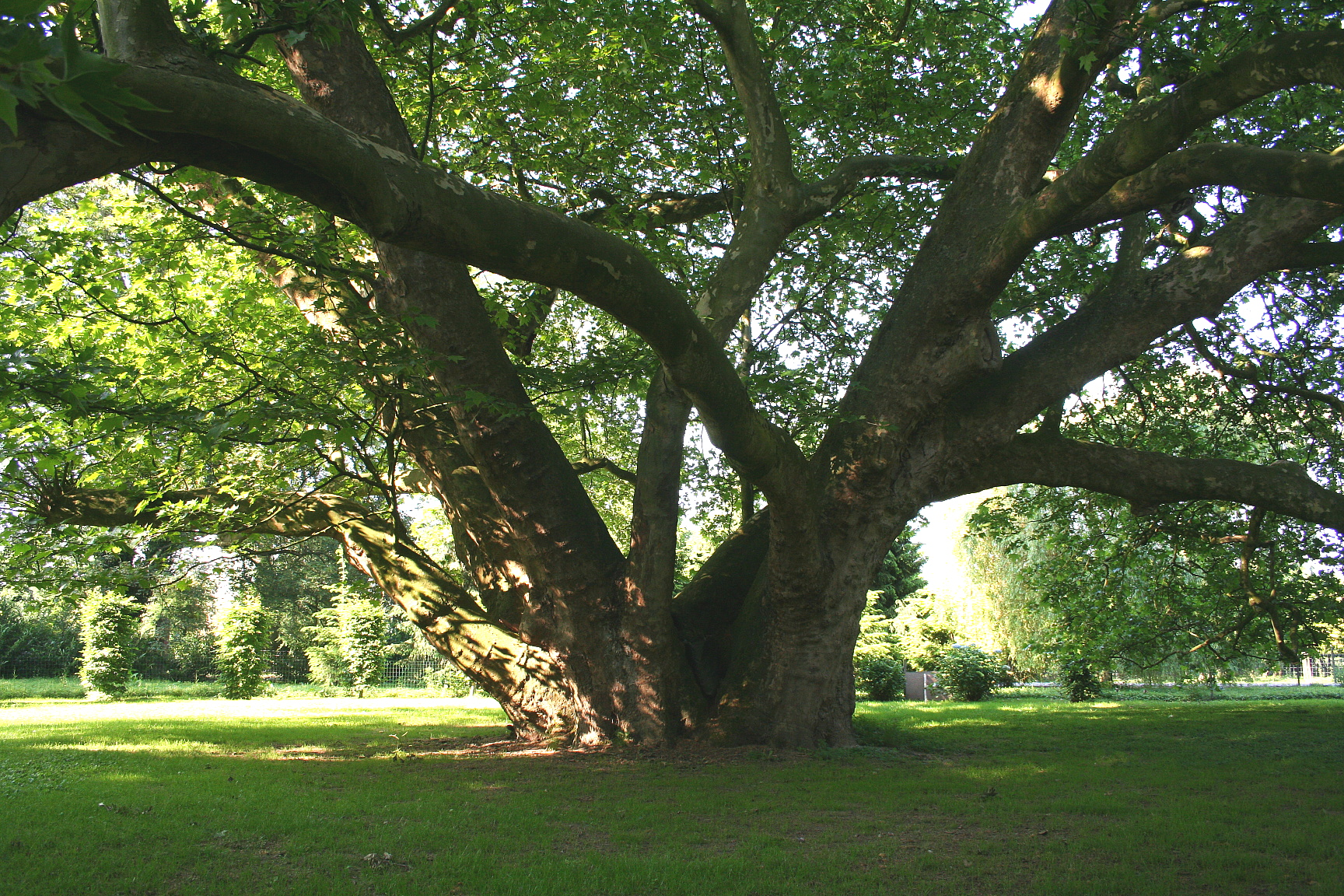
De gewone plataan van Zinnik (Soignies).
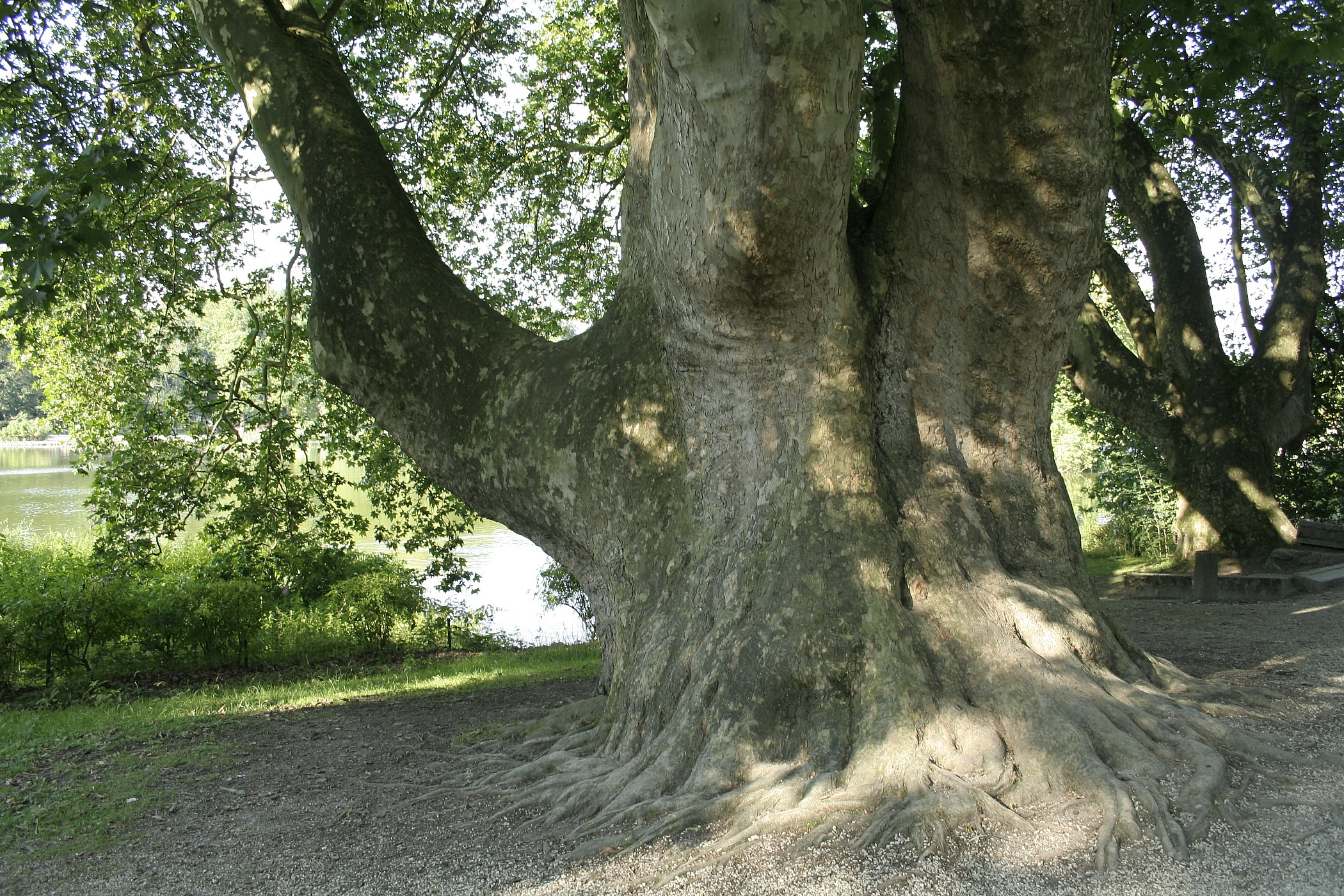
De Oosterse platanen van Cambron-Casteau.
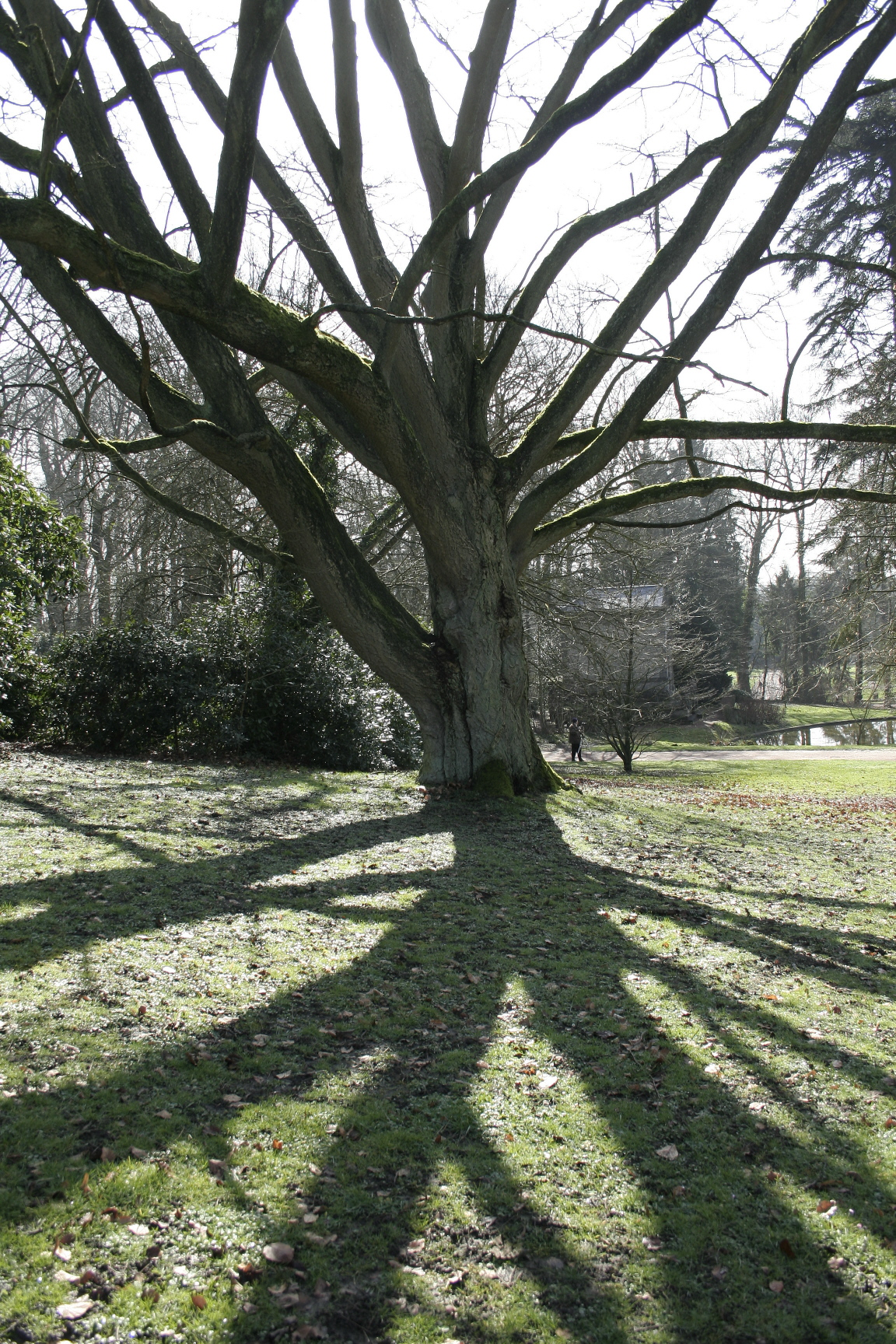
De pommier de l'Amour (Phellodendron amurense) van Morlanwelz-Mariemont.
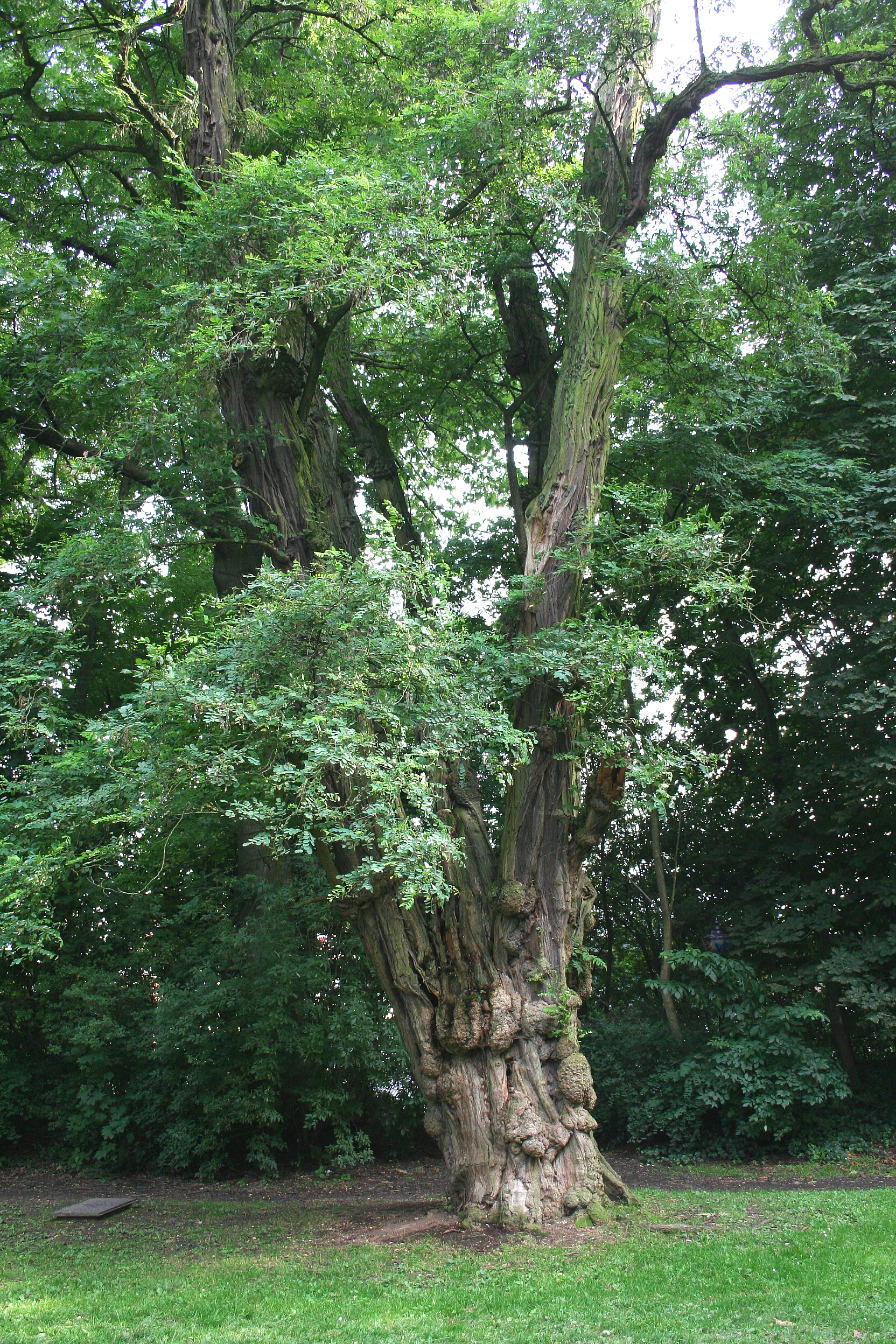
De robinia van Waterloo.
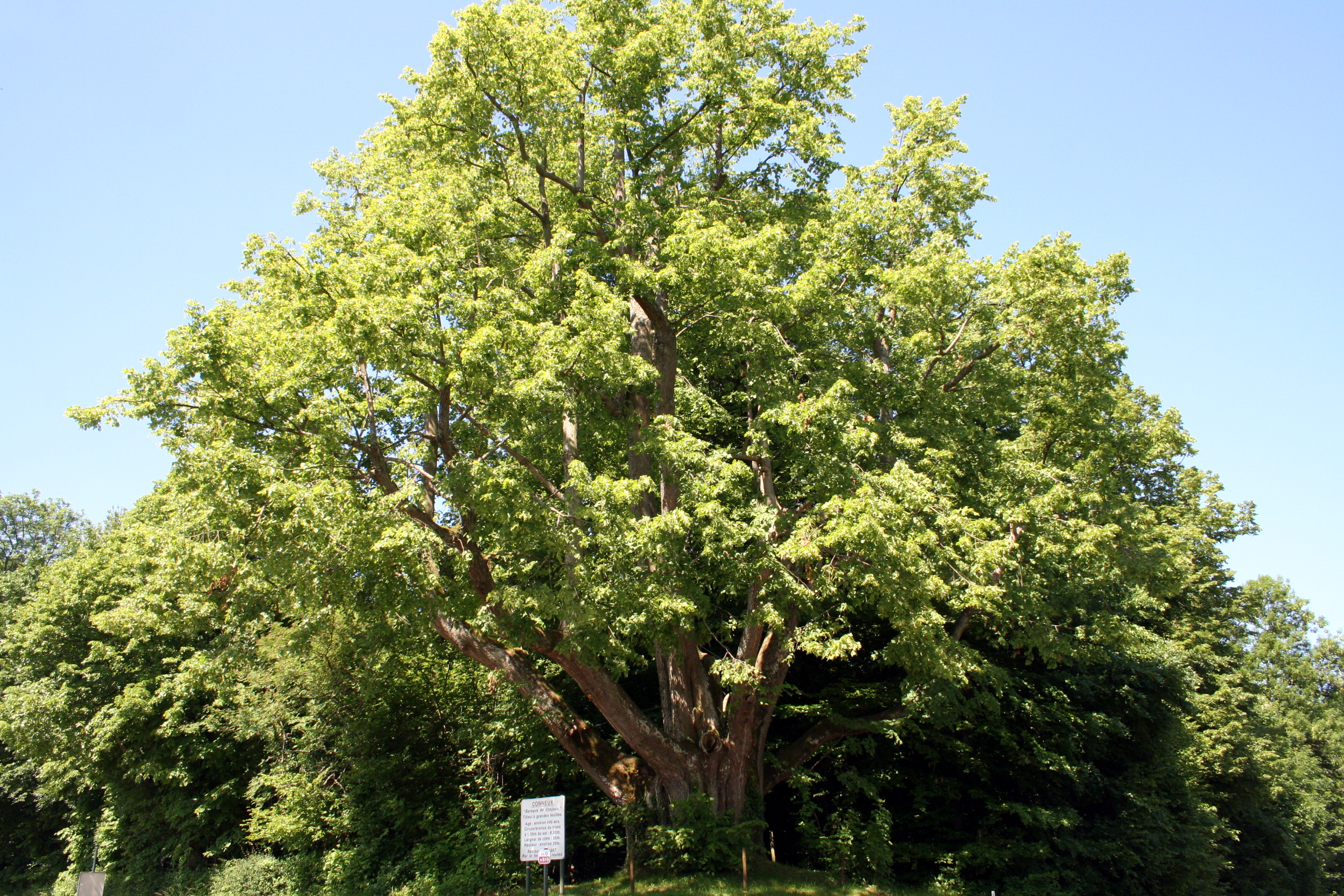
De zomerlinde van Conjoux.
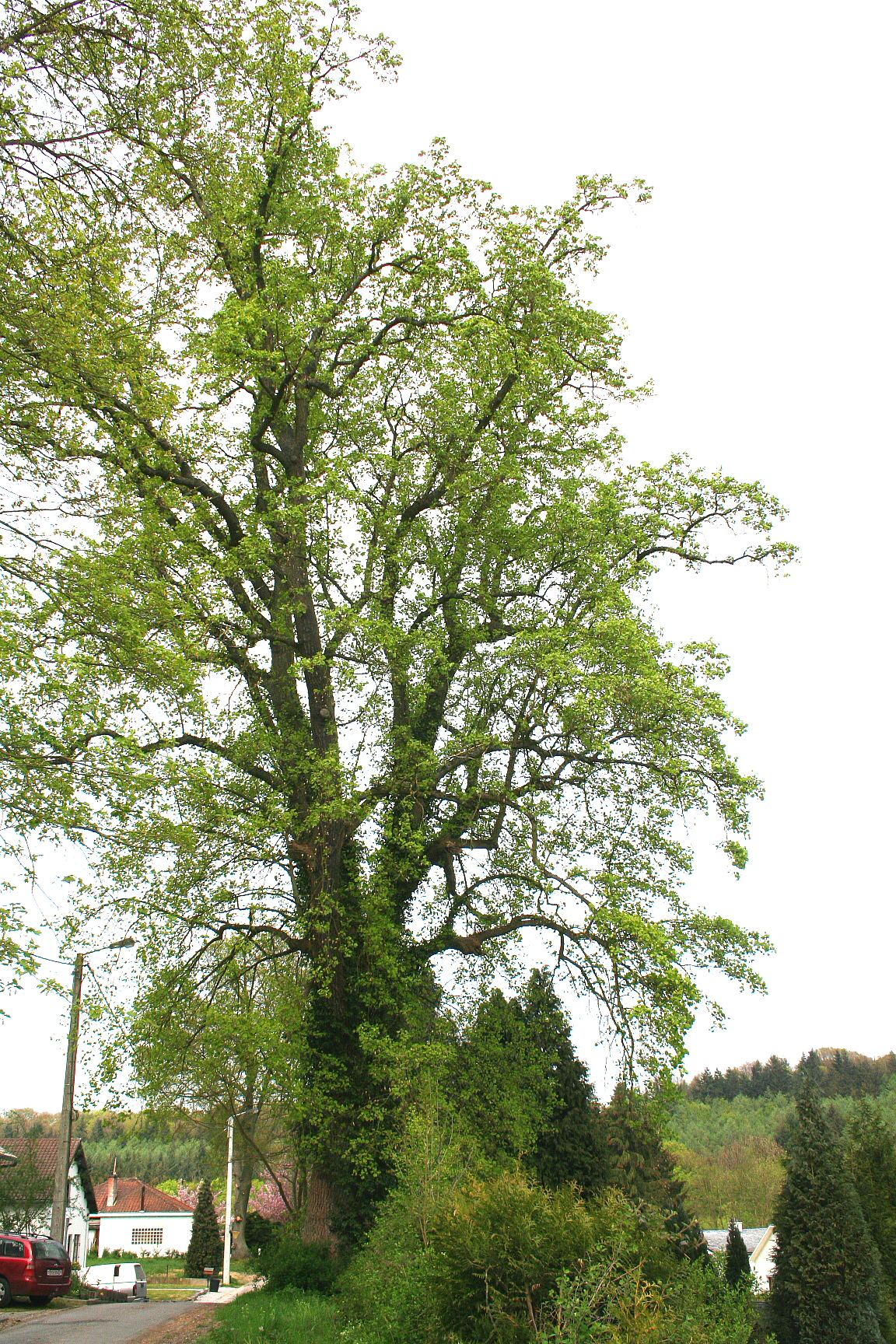
De tulipier (onduidelijk wat bedoeld is) van Ham-sur-Heure.
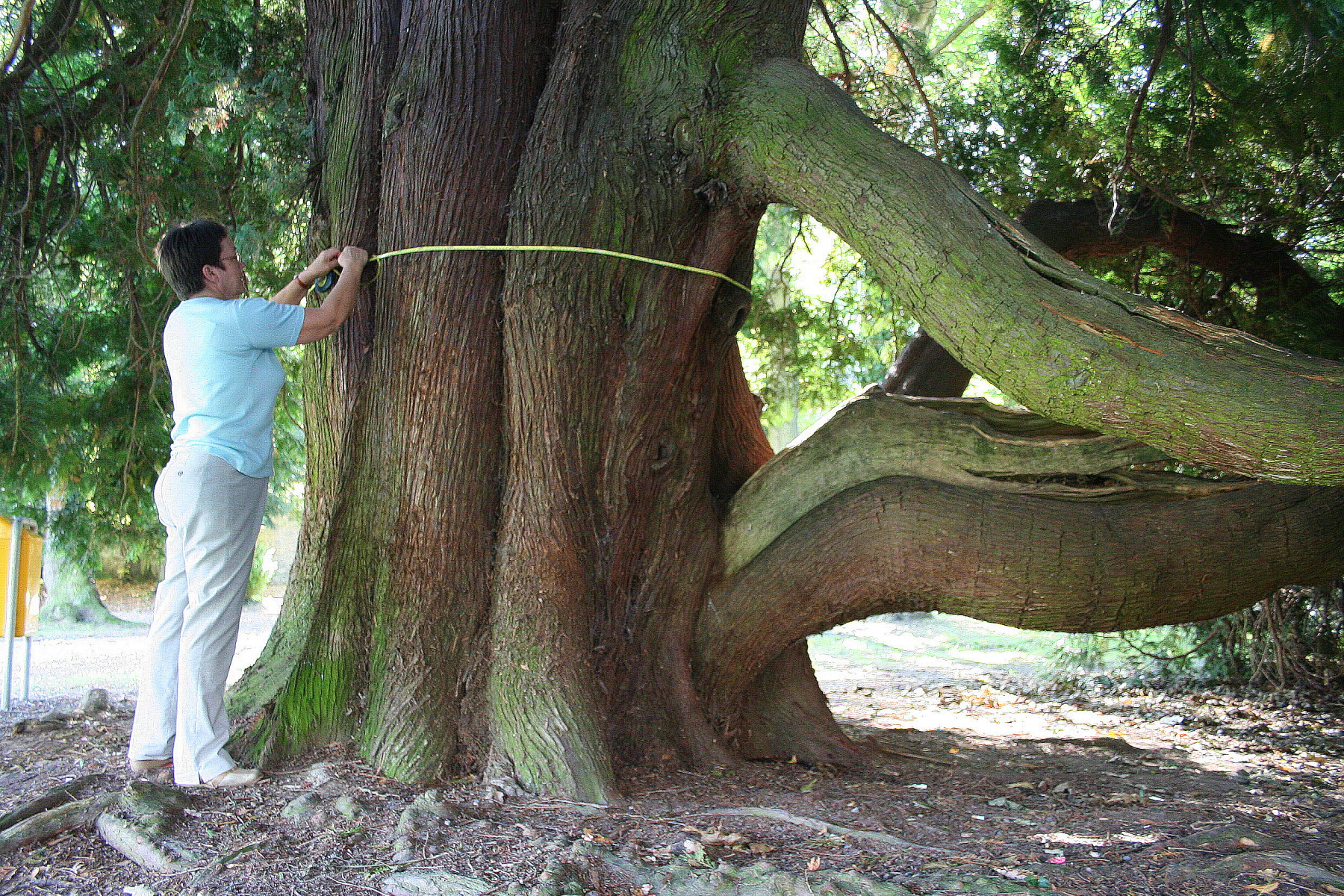
De reuzenlevensboom van Hastière-par-delà.